# اچ‌ام‌اس پاپیلون (۱۸۰۳)
اچ‌ام‌اس پاپیلون (۱۸۰۳) (به انگلیسی: HMS Papillon (1803)) یک کشتی است که طول آن ۶۴ فوت ۰ اینچ (۱۹٫۵۱ متر) می‌باشد. این کشتی در سال ۱۷۹۳ ساخته شد.